# Basbédo (Samba)
Pour les articles homonymes, voir Basbédo.
Basbédo est une localité située dans le département de Samba de la province du Passoré dans la région Nord au Burkina Faso.

## Géographie
Basbédo se trouve à 5 km au nord-est de Toéssin (et de la route nationale 13), à 12 km au nord-est du centre de Samba, le chef-lieu du département, ainsi qu'à environ 30 km au sud de Yako.

## Santé et éducation
Le centre de soins le plus proche de Basbédo est le centre de santé et de promotion sociale (CSPS) de Toéssin tandis que le centre médical avec antenne chirurgicale (CMA) de la province se trouve à Yako.